# Ebrimur
Ebrimur, Evermor, Ebermud, Evermud ou Ebrimud est un noble et militaire ostrogoth du VIe siècle devenu patrice byzantin sous le règne de l'empereur Justinien.
Gendre du roi des Ostrogoths Théodat dont il avait épousé la fille Theodenantha, il trahira son beau-père en 536 lors de la guerre qui opposa le royaume ostrogoth à l'empire byzantin, et passera à l'ennemi.
Au début de cette guerre, apprenant le débarquement en Sicile du général byzantin Bélisaire, Théodat envoya en Calabre une armée dirigée par Ebrimur avec la mission de garder le détroit de Messine pour empêcher l'invasion byzantine de l'Italie. Ebrimur établit son camp devant Reggio mais d'après Jordanès, « voyant les affaires des siens compromises, il passa du côté du vainqueur avec un petit nombre d'hommes à lui, d'une fidélité éprouvée et complices de sa défection ; et s'étant jeté aux pieds de Bélisaire, il lui témoigna le désir de passer au service de l'Empire. »

Sa trahison entraîna bientôt une mutinerie dans l'armée gothique : les soldats, pensant que le roi Théodat les trahissait, décidèrent qu'il fallait le chasser du trône et élevèrent sur le bouclier l'officier Vitigès qui les commandait.

Pendant que les troupes ostrogothes dirigées par Vitigès levaient le camp pour remonter vers le nord de l'Italie, Ebrimur négocia sa reddition avec Bélisaire débarqué à Reggio et, peu de temps après, alla trouver l'empereur Justinien qui lui fit de grands honneurs, et lui accorda la dignité de Patrice.

## Sources primaires
- Jordanès, Histoire des Goths, chapitre LX.
- Procope de Césarée, Histoire de la guerre contre les Goths, Livre I, chapitre VIII, 1. Bélisaire entre en Italie, reçoit la parole d'Ebrimur, gendre de Théodat, et assiège Naples.

## Sources secondaires
- Herwig Wolfram, History of the Goths (trad. par Thomas J. Dunlap), University of California Press, 1990, p. 341.  (ISBN 0520069838)